# Linia kolejowa

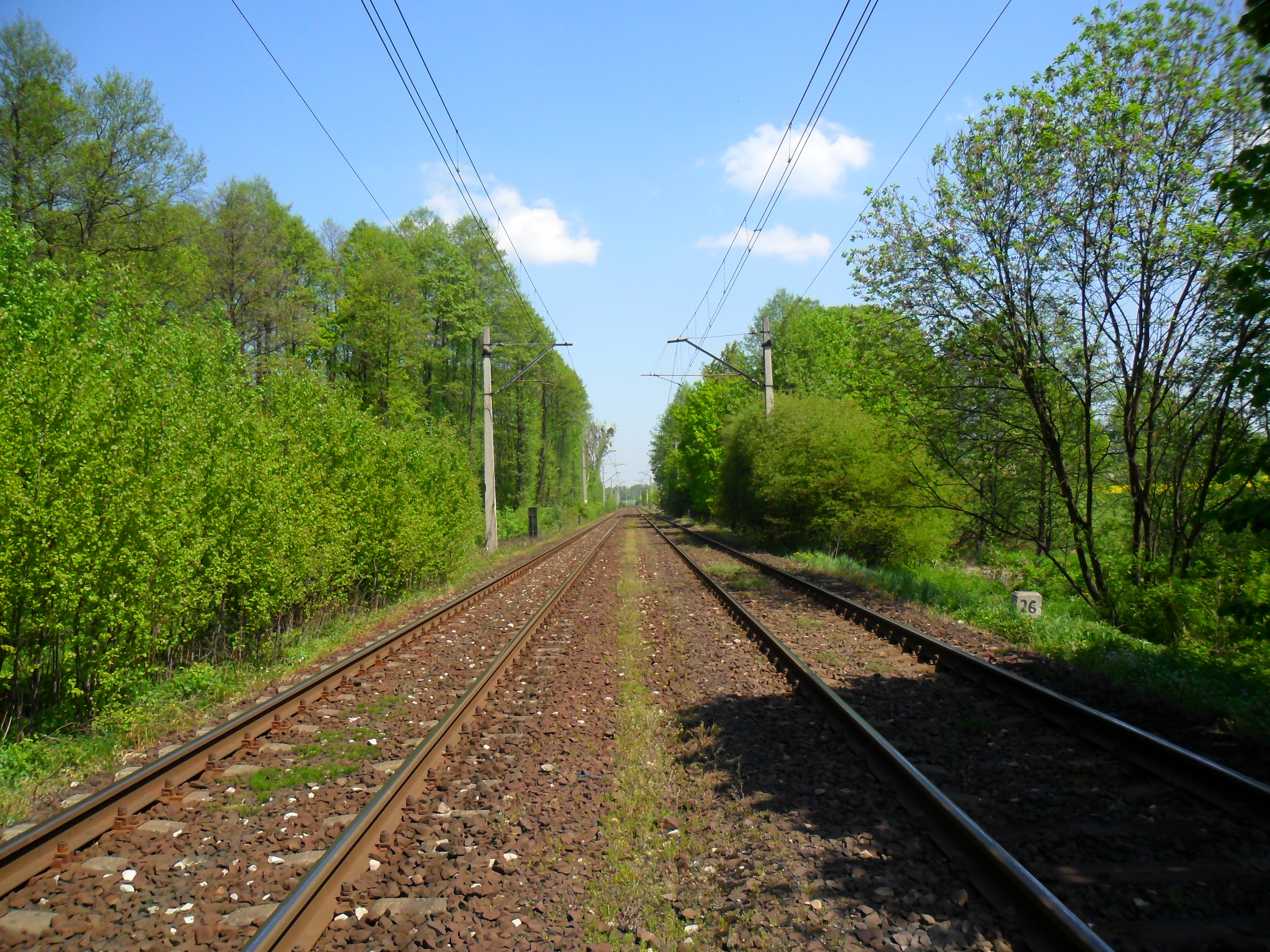
Dwutorowa linia kolejowa nr 151

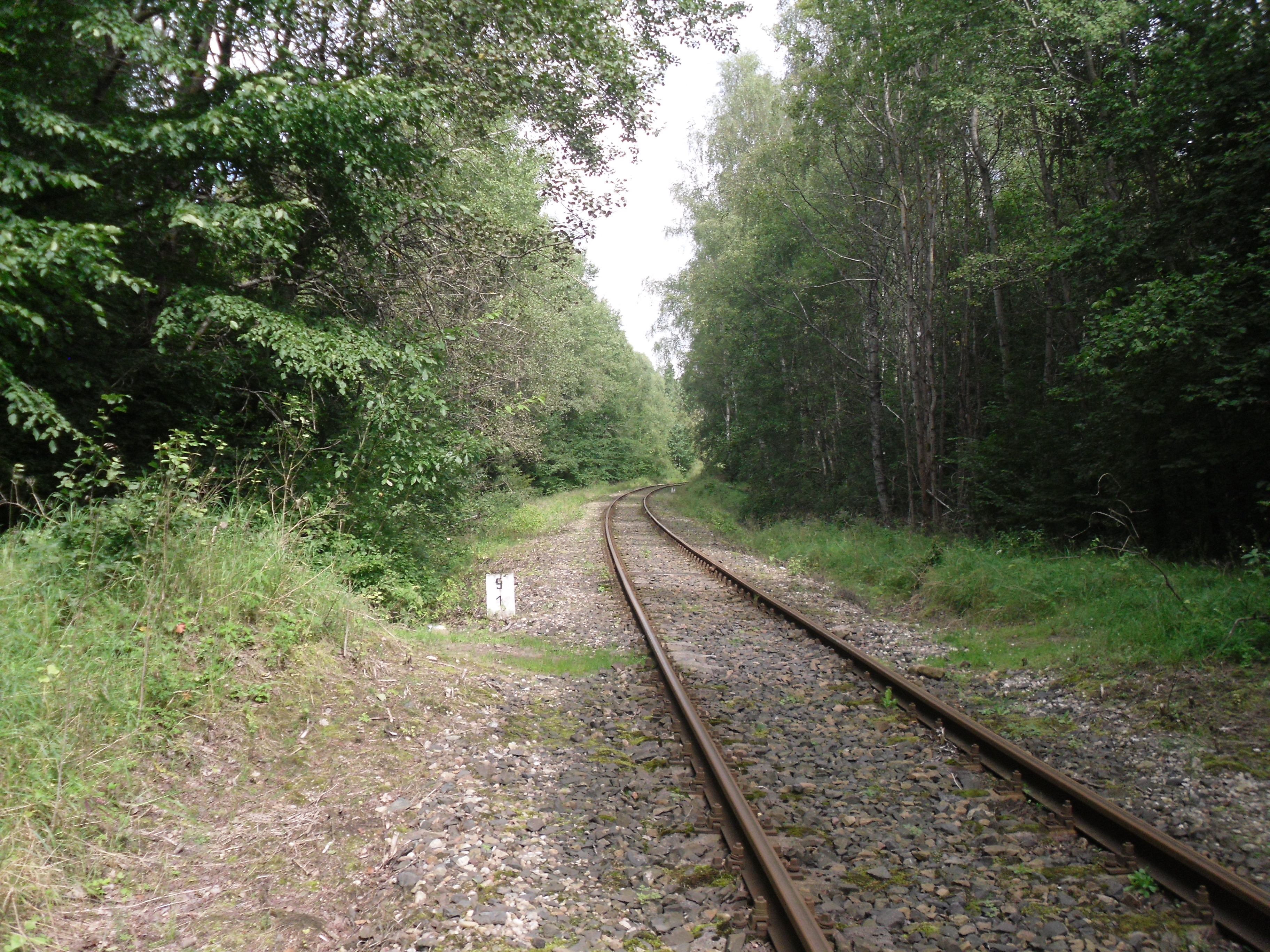
Jednotorowa linia kolejowa

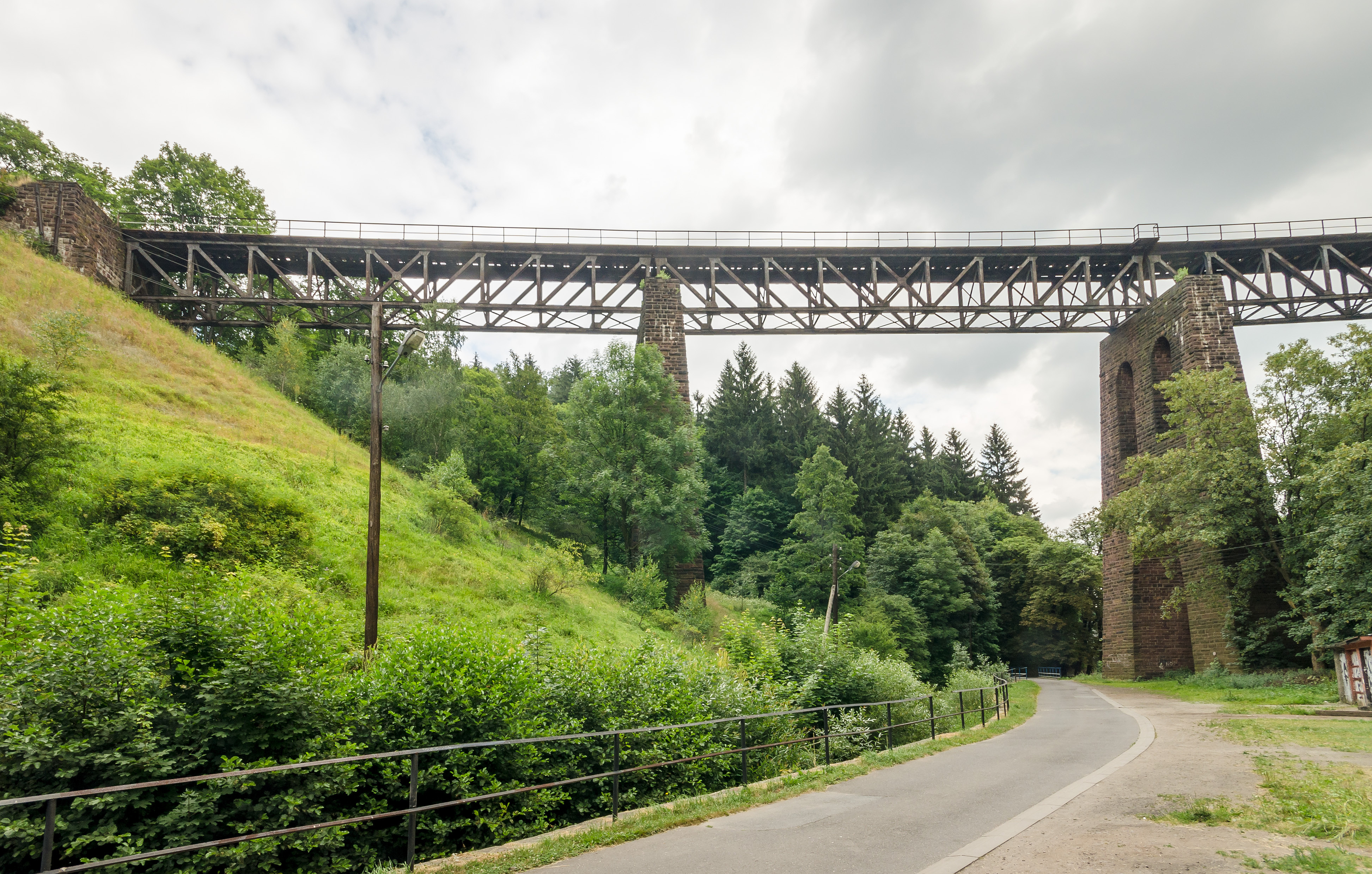
Most kolejowy w Nowej Rudzie.

Linia kolejowa – wyznaczona przez zarządcę infrastruktury droga kolejowa przystosowana do prowadzenia ruchu pociągów.
Na liniach kolejowych rozmieszczone są punkty eksploatacyjne.

## Historia
Pierwsze linie kolejowe na świecie wybudowano w latach 1764–1825 w, zależnie od źródeł, Wielkiej Brytanii (z Darlington do Stockton) lub USA.

## Charakterystyka
Linia kolejowa dzieli się na mniejsze elementy:
- odcinki,
- szlaki,
- odstępy.

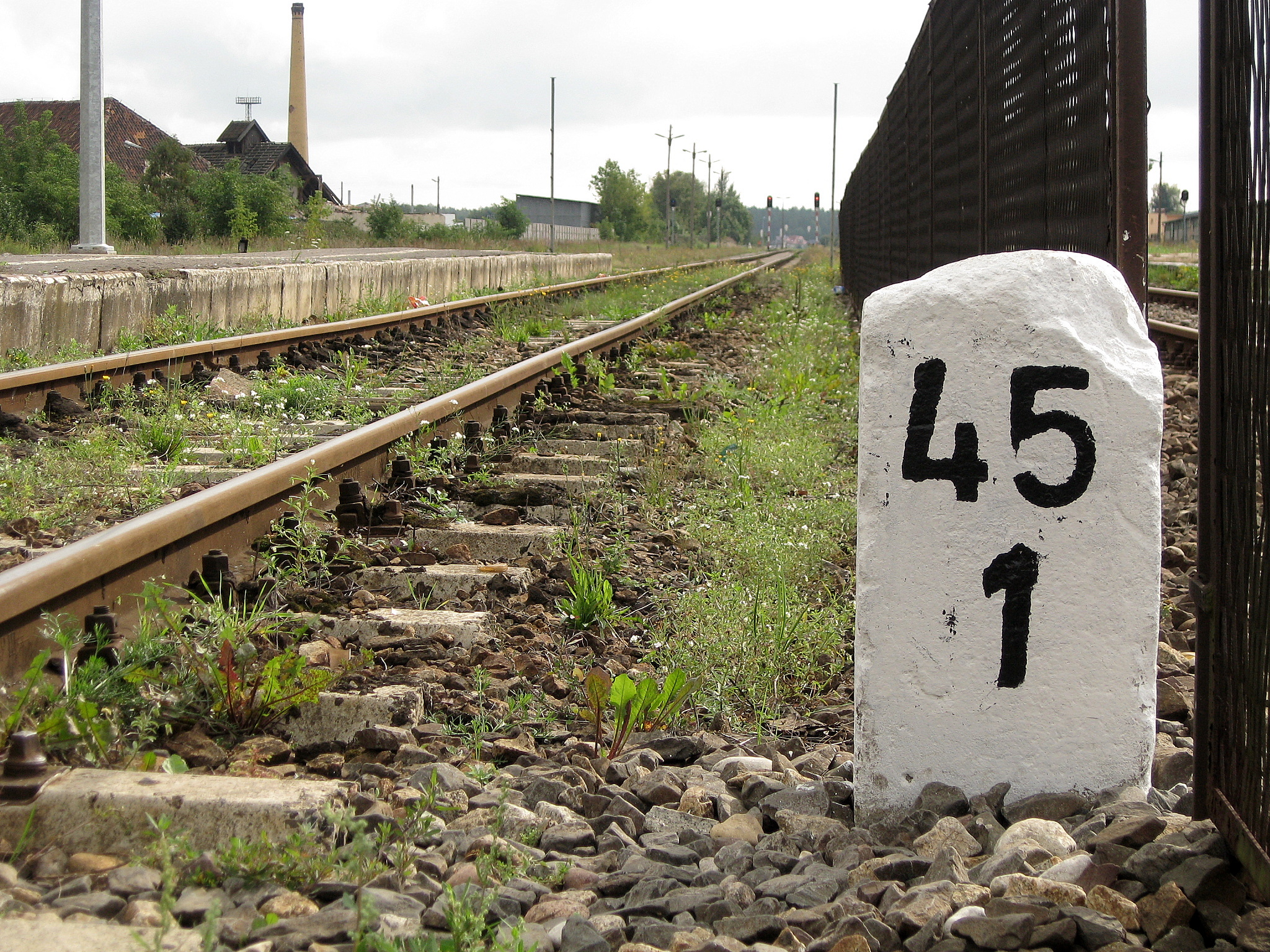
Betonowy słupek hektometrowy na stacji kolejowej w Szczytnie

Każda linia kolejowa posiada m.in. własny numer, nazwę oraz kilometraż (w formie tabliczek na słupach trakcyjnych lub betonowych słupków hektometrowych). Zadaniem kilometrowania jest określenie usytuowania istniejących budowli i urządzeń kolejowych względem położenia hektometrów. Początek, kierunek i koniec kilometrowania dla linii kolejowych ustala zarządca infrastruktury.
Parametry techniczno-eksploatacyjne linii kolejowej to ustalone przez zarząd kolei dla danej linii parametry określające m.in.:
- maksymalną dopuszczalną prędkość eksploatacyjną pojazdów kolejowych,
- maksymalne dopuszczalne naciski na tor kolejowy,
- obciążenie przewozami wyrażone w gigagramach brutto na rok [Gg/rok] lub teragramach brutto na rok [Tg/rok],
- skrajnię budowli.

Długość linii kolejowych eksploatowanych to suma długości budowlanych czynnych linii kolejowych normalnotorowych, wąskotorowych i szerokotorowych, mierzona na liniach jednotorowych wzdłuż osi toru, a na liniach wielotorowych wzdłuż osi najdłuższego toru.
Za najdłuższą linię kolejową na świecie uznawany jest, położony w Rosji, system Kolei Transsyberyjskiej z najdłuższym odcinkiem wynoszącym 9288 km, natomiast najwyżej położony jest fragment chińskiej linii tybetańskiej w punkcie na wysokości 5072 m n.p.m.

Linie kolejowe powinny być wyposażone m.in. w:
- stałe sygnalizatory torowe (semafory i tarcze), ustawiane lub zawieszane przy torze kolejowym, informujące obsługę pojazdu kolejowego o dopuszczalnej prędkości, jaka obowiązuje na odcinku za sygnalizatorem torowym; na liniach kolejowych przystosowanych do dużych prędkości sygnalizacja torowa może być zastąpiona sygnalizacją kabinową w pojeździe kolejowym;
- znaki i sygnały drogowe widoczne w każdych warunkach atmosferycznych, informujące o kilometrażu, pochyleniu podłużnym i innych parametrach toru oraz oznaczające odcinki, na których obowiązuje inna prędkość niż ustalona parametrami eksploatacyjnymi dla danej linii;
- urządzenia łączności pomiędzy posterunkami ruchu.

Podstawowym elementem linii kolejowej jest droga kolejowa. Wyposażenie techniczne linii kolejowej obejmuje konstrukcyjne elementy nawierzchni, podtorze, obiekty inżynieryjne oraz, w szczególności, następujące budowle i urządzenia:
- systemu sterowania ruchem kolejowym,
- związane z obsługą przewozu osób i rzeczy,
- zaplecza technicznego taboru kolejowego,
- zasilania elektrotrakcyjnego,
- telekomunikacyjne,
- zasilania elektroenergetycznego,
- sieci technicznych,
- związane ze skrzyżowaniami w jednym poziomie z drogami i przejściami (m.in. przejazdy kolejowo–drogowe)[12],
- związane z osłoną antyawaryjną.

Możliwości eksploatacyjno–ruchowe danej linii kolejowej lub jej części (odcinka linii) do wykonywania na niej przejazdów pociągów w danym czasie określane są jako całkowita zdolność przepustowa. Wskazuje ona największą liczbę pociągów lub par pociągów, które mogą przejechać po danym fragmencie linii kolejowej (odcinku, szlaku) w ciągu określonego czasu, zazwyczaj doby lub godziny szczytowego natężenia przewozów. Zdolność przepustowa zależy od parametrów technicznych linii kolejowej, takich jak dopuszczalna prędkość maksymalna, liczba i długość odcinków o ograniczonej prędkości, liczba torów szlakowych, rodzaj urządzeń sterowania ruchem pociągów, układy torowe na stacjach czy struktura rodzajowa pociągów wykorzystujących daną linię kolejową i parametry ich ruchu.

## Klasyfikacja linii kolejowych
Linie kolejowe klasyfikowane mogą być według ich właściwości, parametrów technicznych lub funkcji gospodarczych i społecznych:
- kategoria linii:
  - magistralna,
  - pierwszorzędna,
  - drugorzędna,
  - znaczenia miejscowego;
- liczba torów:
  - jednotorowe,
  - dwutorowe;
- elektryfikacja:
  - zelektryfikowane,
  - niezelektryfikowane;
- szerokość toru:
  - normalnotorowe (o rozstawie szyn między wewnętrznymi krawędziami toków szynowych 1435 mm),
  - szerokotorowe (o szerokości większej niż 1435 mm, np. 1520 mm – Rosja, Ukraina, Białoruś, i inne kraje WNP, 1600 mm – Irlandia lub 1676 mm – Hiszpania, Portugalia),
  - wąskotorowe (o szerokości mniejszej niż 1435 mm, np. 1067 mm, 1000 mm, 785 mm, 750 mm i 600 mm);
- znaczenie linii:
  - państwowe,
  - pozostałe;
- klasa toru: wartości od 0 do 5
- sieci transportowe:
  - AGC,
  - AGTC,
  - TEN-T kompleksowa,
  - TEN-T bazowa pasażerska,
  - TEN-T bazowa towarowa;
- prędkość konstrukcyjna:
  - 250 km/h,
  - 200 km/h,
  - 160 km/h,
  - 140 km/h,
  - 130 km/h,
  - 120 km/h,
  - 110 km/h,
  - 100 km/h,
  - 90 km/h,
  - 80 km/h,
  - 70 km/h,
  - 60 km/h,
  - 50 km/h,
  - 40 km/h.

Dodatkowo linie kolejowe można wyróżnić w zakresie np.:
- ukształtowania terenu:
  - nizinne (o pochyleniach podłużnych linii od 5 do 10‰ i promieniach łuków w granicach od 500 do 2000 m),
  - podgórskie (o pochyleniach podłużnych linii od 10 do 15‰ i promieniach łuków w granicach od 300 do 1500 m),
  - górskie (o pochyleniach podłużnych linii do 30‰ i z promieniami łuków w granicach od 300 do 800 m);
- położenia w stosunku do powierzchni terenu:
  - naziemne, nadziemne, podziemne.